# 琳恩·西利曼
琳恩·西利曼（英語：Lynn Silliman，1959年4月24日—），美国前女子赛艇运动员。她曾代表美国参加1976年夏季奥林匹克运动会赛艇比赛，获得女子八人单桨有舵手铜牌。